# Koerdische Premier League
De Koerdische Premier League is het hoogste niveau van de Koerdische Regionale Liga in Irak, die uit 16 clubs bestaat.

## Referentie
- 1. ↑  Center, Kurdistan 24 Research, KFA. www.kfa.krd. Geraadpleegd op 11 mei 2024.